# Amy Gross
Amy Gross née le 1er octobre 1978 à New York, est une actrice américaine de doublage. 

## Biographie
Elle est connue pour prêter sa voix du personnage Stella dans la série animée Winx Club dans sa version anglophone. Elle double également dans des films tels que En pleine tempête,  Crash : Génération Mutant et dans le jeu vidéo Crash of the Titans. 